# Simosciurus
Simosciurus és un gènere de rosegadors de la família dels esciúrids. Les espècies d'aquest grup són oriündes de Sud-amèrica, on viuen a l'oest de l'Equador i el nord-oest del Perú. El seu hàbitat natural són els boscos humits situats a altituds d'entre 0 i 2.300 msnm. Són més grossos que els esquirols dels gèneres Guerlinguetus, Microsciurus, Notosciurus, Sciurillus i Syntheosciurus, amb una mida comparable a la que tenen les espècies del gènere Hadrosciurus.